# Rocatova de Dalt
Rocatova de Dalt és una casa de Perafita (Lluçanès) inclosa a l'Inventari del Patrimoni Arquitectònic de Catalunya.

## Descripció
Edifici de dos pisos de planta rectangular i teulat a doble vessant al qual se li ha adossat un cos a cada un dels costats de la façana, el de l'esquerra per engrandir l'habitatge i el de la dreta per a corts, ara abandonades. Els murs són de pedres irregulars i morter amb carreus ben tallats a les cantonades de la primitiva construcció. L'ordenació de la façana correspon a una porta central, amb llinda, flanquejada per dues finestres i tres obertures a la part superior que correspon amb les envans de la planta baixa; una de llindes del primer pis té gravada la data 1872. La teulada de la casa és nova i feta amb bigues de ciment.

## Història
Situada en un lloc de pas, aquesta casa de Rocatova de Dalt, junt amb Rocatova de Baix i la Bauma, vivien temporalment de l'esquila del bestiar.